# Masia l'Aguilera
L'Aguilera és una masia del Pla del Penedès (Alt Penedès), inclosa a l'Inventari del Patrimoni Arquitectònic de Catalunya. Està situada a 1 km al nord de la població, tocant al terme de Torrelavit.

## Història
La primera referència documental data del 1395, corresponent a una àpoca a Bartomeu Bolet del mas de Çaguilera del terme de Terrassola, feta pel preceptor del monestir de Santa Maria de Solsona. Els Bolet de l'Aguilera eren mercaders i cavallers, que apareixen en la documentació de la Generalitat, i el 1628 mossèn Bolet de l'Aguilera era procurador de la senyora de Cubells. A la Biblioteca Museu Víctor Balaguer de Vilanova i la Geltrú hi ha dues rajoles amb un escut heràldic que incorpora una àguila que poden ser de la família. Sembla que el darrer de la nissaga va ser Joaquim Llàtzer Bolet i Vilar, que sembla que tingué descendència.
Aquest patrimoni va passar a mans de Jeroni de Miquel i de Terré-Picalquers, cavaller i ciutadà honrat de Barcelona, mestre de camp dels exèrcits de Catalunya i conseller segon de Barcelona, entre d'altres càrrecs, que possiblement hi va col·locar els escuts heràldics quan fou ennoblit el 1643 pel rei de França, aleshores també comte de Barcelona, i en finalitzar la Guerra dels Segadors degué fer esborrar les armes que li havia atorgat el rei foraster. El 1683 hi consta que Jeroni de Miquel disposava d'un mas, castell i quadra, amb tota la jurisdicció civil i criminal, mer i mig imperi. El 1699, l'Aguilera era propietat del seu fill Francesc de Miquel i Descatllar, juntament amb la quadra de Puigdàlber. El 1728, el castell i terme de l'Aguilera eren del su fill Jeroni de Miquel i de Batlle; el 1736 del seu fill Domènec de Miquel i Rovira; el 1807 del tinent coronel Felip Ignasi de Miquel i de Blondel, que el 1819 va informar a l'alcalde de Terrassola que l'Aguilera havia quedat agregada al Pla del Penedès amb motiu d'una sol·licitud que ell mateix havia promogut. En el cadastre de 1857 consta com a propietat del mateix Felip de Miquel, i s'hi exposa que comprenia terres, la casa senyorial i altres edificacions pels treballadors.
Els Miquel van posseir la finca fins a mitjan segle xx, quan va ser comprada per Maria Ymbern i Cànovas, els hereus de la qual en són encara els propietaris.

## Descripció
És una masia d'origen medieval, amb reformes d'època contemporània, i edificacions annexes, entre les quals la capella de la Mare de Déu del Roser, del segle xvii. El mas està format per l'edifici principal, la torre de defensa adossada per l'oest, així com diversos edificis annexos, destinats a habitatge dels masovers i a usos agraris, situats de forma alineada al nord de l'edifici principal. El conjunt és clos amb tanques amb diversos portals d'accés, de les que en destaca el baluard que protegeix el front principal de la hisenda, situat al sud.
L'edifici principal és una notable edificació de planta lleugerament trapezoïdal, aproximadament de 300 m² de superfície. Comprèn planta baixa, pis i planta sota coberta, i la composició és totalment simètrica, seguint quatre eixos d'obertures. La torre de defensa es situa a l'oest, avançada pràcticament al front de façana; únicament s'adossa a l'edifici una petita part. La torre està aixecada sobre la capella del Roser, que en constitueix la planta baixa. És de planta rectangular, gairebé quadrada, d'uns 7 per 6,5 m. Disposa com a mínim de 3 pisos i terrat. L'aspecte de la torre és d'estil historicista, probablement del segle xix. Al primer pis disposa de finestres d'arc carpanell, mentre que el que probablement és el tercer pis hi ha un òcul, possible tronera, i tres finestrons quadrats a cada façana. Finalitza la torre amb una motllura de la que arranquen els merlets perimetrals, clarament historicistes, separats entre ells per sageteres.
A la part posterior del casal s'hi adossen altres immobles, com la masoveria i diverses naus agrícoles i magatzems, amb diversos portals, la majoria d'arcs escarsers, del segle xix o inicis del xx. Destaca també l'anomenat «cosidor», una glorieta també d'estil historicista amb els angles decorats amb merlets i dentellons.
En el baluard que clou l'edifici principal, tot ell també emmerletat, hi destaca un segon plafó situat sobre la porta oriental, també amb blasó, sostingut per lleons, amb els elements del camper repicats.